# 顧爾言
顧爾言，SBS，OBE，JP（1947年10月13日—），前香港考試及評核局主席、香港藝術學院榮譽院士、香港管理專業協會會士及執行委員會成員。他獲委任為考評局主席前是怡和太平洋有限公司董事。其後轉職中電控股集團市務及企業傳訊總監。顧爾言自大學畢業後投身商界，在1990年代開始接觸教育事務。他亦曾經營生意；於2003年創辦「三慧顧問有限公司」，為商業機構提供諮詢服務。不過公司已在2017年結束營運。

## 背景

### 早年生活
顧爾言早年就讀德貞幼稚園（1953年）、聖保羅男女中學附屬小學（1959年中文部小六下午校）及聖保羅男女中學（為該校1965年的中六（高中三）畢業生，1965年同步通過香港中文大學入學試）。後分別在1970年和1983年畢業於香港中文大學聯合書院中文系學士（二級榮譽）和研究院工商管理系碩士課程。他本來於1969年大學畢業，但因前往美國參與第14屆遠東學生領袖交流計劃而錯過期末考試，以致延遲一年離校。顧爾言就讀大學期間為校內戲劇活動的活躍分子，曾在1966年憑《求婚》一舞台劇獲得香港專上學生聯會舉辦的第1屆戲劇節季軍和「最佳男演員」的獎項。當時與顧爾言在大學同期演出舞台劇的尚有他的同學─著名藝人許冠文。1968年繼續參與學聯第3屆戲劇節（合作拍檔有其妻子袁穗華、前婦女事務委員會主席兼財務匯報局主席高靜芝、教育家殷巧兒）。此外，顧爾言在1967年至1968年擔任聯合書院學生會主席。

### 事業發展
自大學畢業後，顧爾言投身商界發展，主要於怡和集團旗下的企業工作。他於1997年至1999年期間擔任過怡和翡翠旅行社有限公司的董事。後來成為怡和太平洋有限公司董事。顧爾言在2000年代前後轉任中電控股集團市務及企業傳訊總監；並曾在1998年至2000年出任香港英商會主席。。直至2005年成為英國摩根大通大中華投資信託基金的董事，至2015年為止。
在商界發展以外，顧爾言從1990年代中開始參與教育事務。先後獲政府委任為不同教育委員會的成員。他在1995年至1998年出任教育委員會委員。在1997年至2002年出任優質教育基金督導委員會主席。期間又參與師訓與師資諮詢委員會的事宜。自從香港資優教育學苑於2006年成立之後，顧爾言於2007年出任學苑董事局的主席。同時於2003年至2009年身兼香港考試及評核局主席，之後在2006年續任同一公職至2009年任期結束。他在擔任主席前是教育統籌委員會委員、大學教育資助委員會委員兼工作小組副召集人（2003年至2009年）以及檢討高中學制高等教育銜接工作小組的主席。另外，顧爾言也為香港的中小學服務，協助學校管理校政，先為天主教石鐘山紀念小學的校董，後為聖若瑟英文中學的校監（2011年至2017年）。而大學方面，他在2000年至2003年擔任香港中文大學聯合書院校董。
有見顧爾言對公共教育作出貢獻，香港政府委任他為其他委員會及機構的成員。他在1999年至2003年擔任過消費品安全上訴委員會委員。至2005年至2011年擔任賑災基金諮詢委員會的成員。除此之外，顧爾言於2000年至2006年擔任香港藝術中心監督團成員，又在2010年至2012年獲委任為藝術發展諮詢委員會委員；此前為表演藝術委員會委員（2006年至2010年）。在2013年，已屆退休年齡的他繼續為海事與航運的事務提供意見。他於2013年至2015年出任海事處制度改革督導委員會委員，主力就2012年南丫島撞船事故協助海事處的制度進行改革。之後在2016年至2018年擔任香港海運港口局人力資源發展委員會主席。
顧爾言既在商界發展，又出任不少公職。其在兩方面貢獻先後獲得太平紳士銜頭和兩次嘉獎。他在1997年獲政府委任為非官守太平紳士。到了2000年再被政府認同，獲頒銀紫荊星章。同年獲英國政府頒授官佐勳章以表彰他為英資及相關機構服務。